# Луг (Яворовский район)
Луг (укр. Луг) — село в Яворовской городской общине Яворовского района Львовской области Украины.
Население по переписи 2001 года составляло 147 человек. Занимает площадь 0,13 км². Почтовый индекс — 81010. Телефонный код — 3259.